# San José de Cusmapa
San José de Cusmapa é um município da Nicarágua, situado no departamento de Madriz. Tem 130 km² de área e sua população em 2020 foi estimada em 8.201 habitantes.